# Crémery
Crémery est une commune française située dans le département de la Somme, en région Hauts-de-France.

## Géographie

### Localisation

#### Communes limitrophes
Le village est entouré de cinq communes : Liancourt-Fosse, Étalon, Rethonvillers, Gruny, Fresnoy-lès-Roye.

### Description
Crémery est un village rural picard du Santerre, situé à six kilomètres au nord de Roye, 63 km au nord-est de Beauvais et à une quarantaine au sud-est d'Amiens.
L'ex-RN 17 (actuelle RD 1017) traverse à l'ouest le territoire communal, qui est aisément accessible par la sortie 12 de l'autoroute A1.

### Hydrographie
La commune est située dans le bassin Artois-Picardie. Elle n'est drainée par aucun cours d'eau.

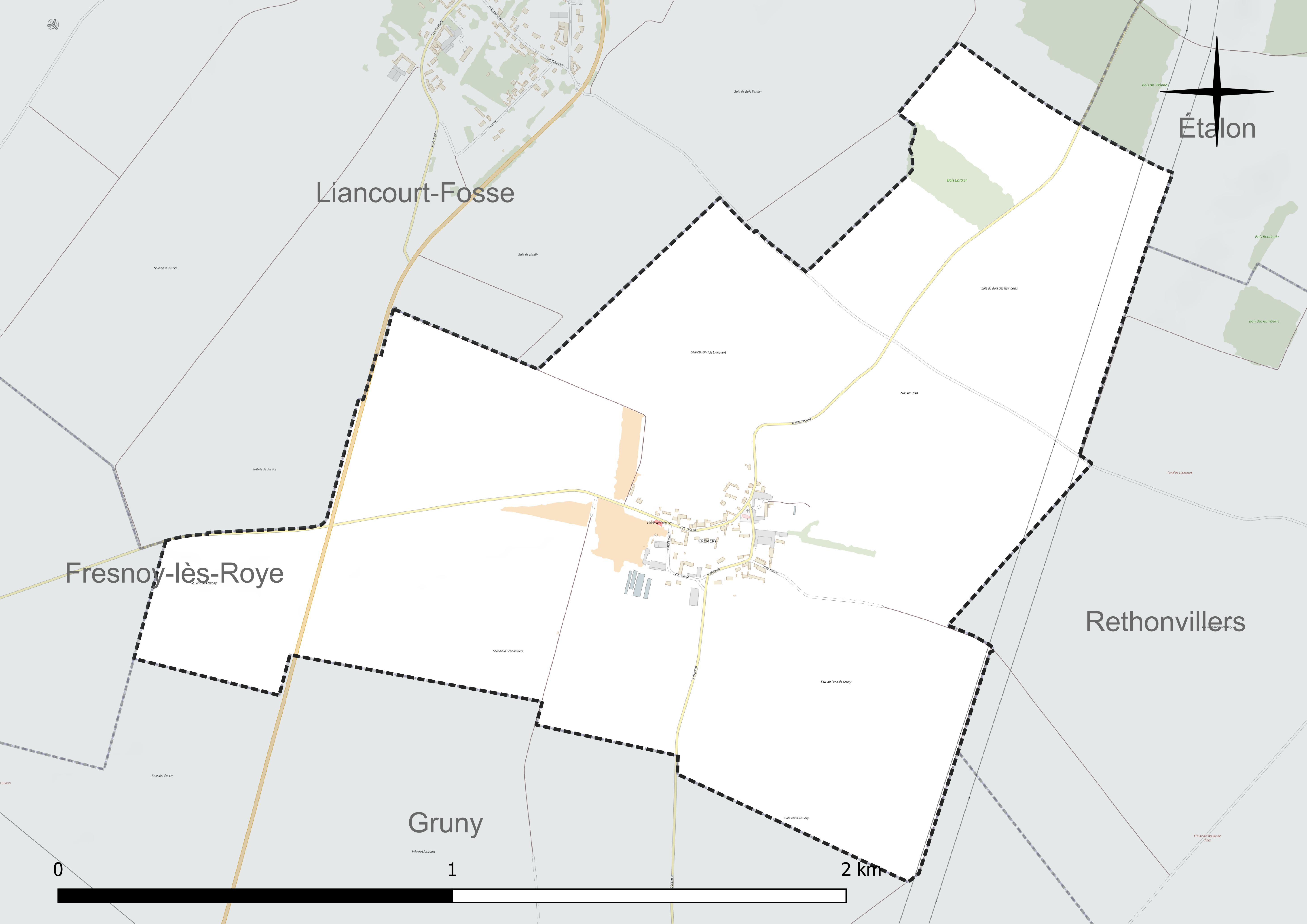
Réseau hydrographique de Crémery.

### Climat
Pour des articles plus généraux, voir Climat des Hauts-de-France et Climat de la Somme.
En 2010, le climat de la commune est de type climat océanique dégradé des plaines du Centre et du Nord, selon une étude du CNRS s'appuyant sur une série de données couvrant la période 1971-2000. En 2020, Météo-France publie une typologie des climats de la France métropolitaine dans laquelle la commune est exposée à un climat océanique et est dans la région climatique Nord-est du bassin Parisien, caractérisée par un ensoleillement médiocre, une pluviométrie moyenne régulièrement répartie au cours de l'année et un hiver froid (3 °C).
Pour la période 1971-2000, la température annuelle moyenne est de 10,3 °C, avec une amplitude thermique annuelle de 14,6 °C. Le cumul annuel moyen de précipitations est de 707 mm, avec 11,6 jours de précipitations en janvier et 8,9 jours en juillet. Pour la période 1991-2020, la température moyenne annuelle observée sur la station météorologique la plus proche, située sur la commune de Rouvroy-en-Santerre à 9 km à vol d'oiseau, est de 10,8 °C et le cumul annuel moyen de précipitations est de 635,8 mm,. Pour l'avenir, les paramètres climatiques de la commune estimés pour 2050 selon différents scénarios d'émission de gaz à effet de serre sont consultables sur un site dédié publié par Météo-France en novembre 2022.

## Urbanisme

### Typologie
Au 1er janvier 2024, Crémery est catégorisée commune rurale à habitat dispersé, selon la nouvelle grille communale de densité à sept niveaux définie par l'Insee en 2022.
Elle est située hors unité urbaine. Par ailleurs la commune fait partie de l'aire d'attraction de Roye, dont elle est une commune de la couronne,. Cette aire, qui regroupe 35 communes, est catégorisée dans les aires de moins de 50 000 habitants,.

### Occupation des sols
L'occupation des sols de la commune, telle qu'elle ressort de la base de données européenne d'occupation biophysique des sols Corine Land Cover (CLC), est marquée par l'importance des territoires agricoles (89,4 % en 2018), une proportion identique à celle de 1990 (89,4 %). La répartition détaillée en 2018 est la suivante : 
terres arables (89,4 %), zones urbanisées (10,6 %). L'évolution de l'occupation des sols de la commune et de ses infrastructures peut être observée sur les différentes représentations cartographiques du territoire : la carte de Cassini (XVIIIe siècle), la carte d'état-major (1820-1866) et les cartes ou photos aériennes de l'IGN pour la période actuelle (1950 à aujourd'hui).

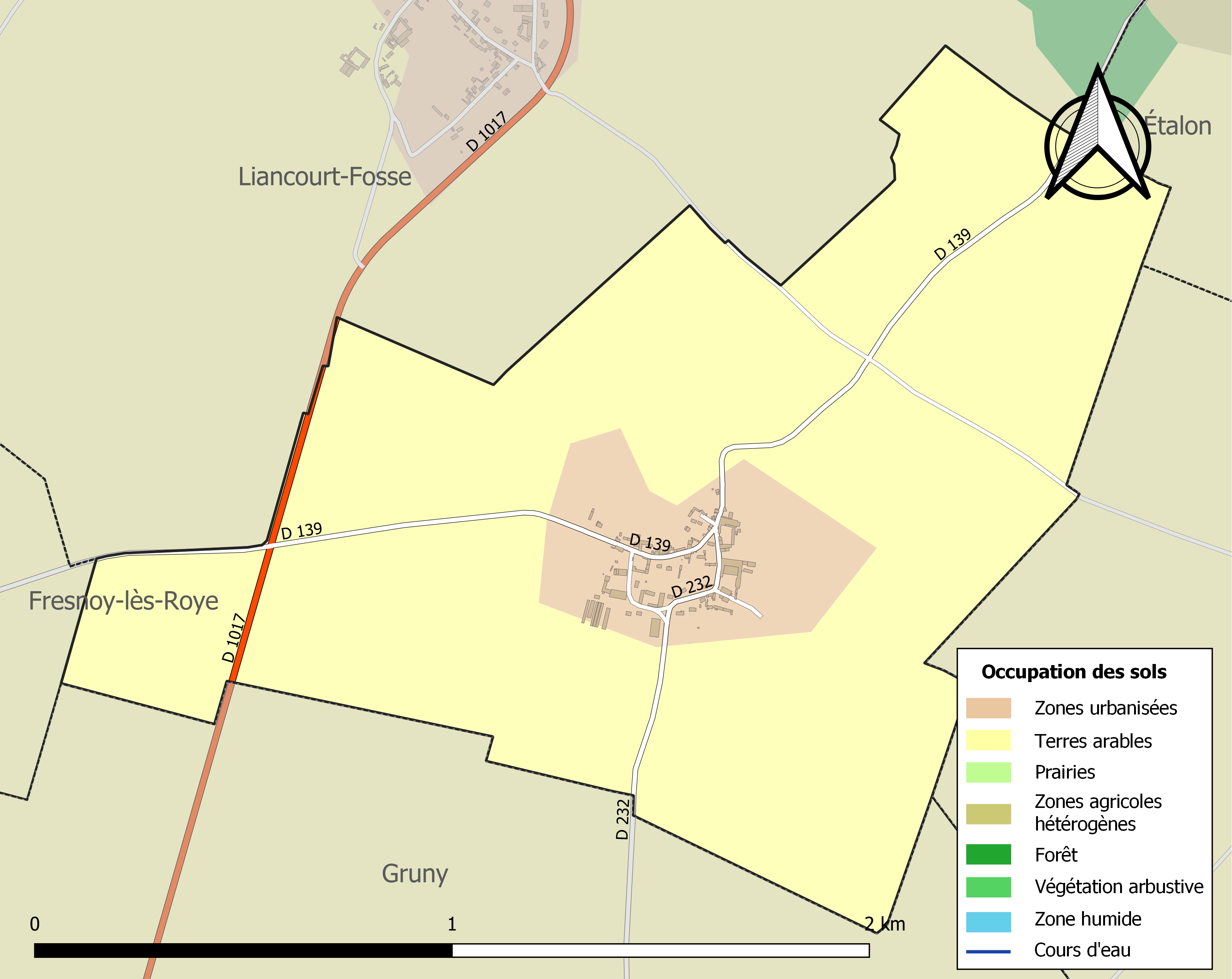
Carte des infrastructures et de l'occupation des sols de la commune en 2018 (CLC).

## Toponymie
Crémery (1142), Crimery et Cresmery, le nom du village n'a guère changé au cours de l'histoire,.

## Histoire
A la fin de la guerre franco-allemande de 1870, lors du Siège de Paris, le  7 octobre 1870, le ballon monté George Sand, parti de la Place Saint-Pierre à Paris, assiégée par les Prussiens, piloté par Joseph Revillod et monté par Charles May, MM. Raynold et Étienne Cuzon atterrit à Crémery, après avoir passé les lignes ennemies.
Première Guerre mondiale
Le village est considéré comme détruit à la fin de la guerre et a  été décoré de la Croix de guerre 1914-1918, le 30 octobre 1920.

## Politique et administration
| Période                                  | Période                      | Identité             | Étiquette | Qualité                                              |
| ---------------------------------------- | ---------------------------- | -------------------- | --------- | ---------------------------------------------------- |
| Les données manquantes sont à compléter. |                              |                      |           |                                                      |
| mars 2001                                | 2014                         | Jacques Buquand      |           |                                                      |
| 2014                                     | En cours (au 8 octobre 2020) | Jean-François Niquet |           | Agent en maintenance Réélu pour le mandat 2020-2026, |

## Démographie
L'évolution du nombre d'habitants est connue à travers les recensements de la population effectués dans la commune depuis 1793. Pour les communes de moins de 10 000 habitants, une enquête de recensement portant sur toute la population est réalisée tous les cinq ans, les populations de référence des années intermédiaires étant quant à elles estimées par interpolation ou extrapolation. Pour la commune, le premier recensement exhaustif entrant dans le cadre du nouveau dispositif a été réalisé en 2008.

En 2022, la commune comptait 128 habitants, en évolution de +13,27 % par rapport à 2016 (Somme : −1,26 %, France hors Mayotte : +2,11 %).
| 1793 | 1800 | 1806 | 1821 | 1831 | 1836 | 1841 | 1846 | 1851 |
| ---- | ---- | ---- | ---- | ---- | ---- | ---- | ---- | ---- |
| 64   | 93   | 108  | 137  | 147  | 131  | 134  | 138  | 130  |

| 1856 | 1861 | 1866 | 1872 | 1876 | 1881 | 1886 | 1891 | 1896 |
| ---- | ---- | ---- | ---- | ---- | ---- | ---- | ---- | ---- |
| 106  | 107  | 111  | 111  | 99   | 102  | 92   | 89   | 85   |

| 1901 | 1906 | 1911 | 1921 | 1926 | 1931 | 1936 | 1946 | 1954 |
| ---- | ---- | ---- | ---- | ---- | ---- | ---- | ---- | ---- |
| 82   | 88   | 97   | 88   | 79   | 79   | 83   | 99   | 107  |

| 1962 | 1968 | 1975 | 1982 | 1990 | 1999 | 2006 | 2008 | 2013 |
| ---- | ---- | ---- | ---- | ---- | ---- | ---- | ---- | ---- |
| 78   | 84   | 68   | 75   | 53   | 68   | 136  | 155  | 111  |

| 2018 | 2022 | - | - | - | - | - | - | - |
| ---- | ---- | - | - | - | - | - | - | - |
| 129  | 128  | - | - | - | - | - | - | - |

## Culture locale et patrimoine

### Lieux et monuments
- Église Saint-Martin.

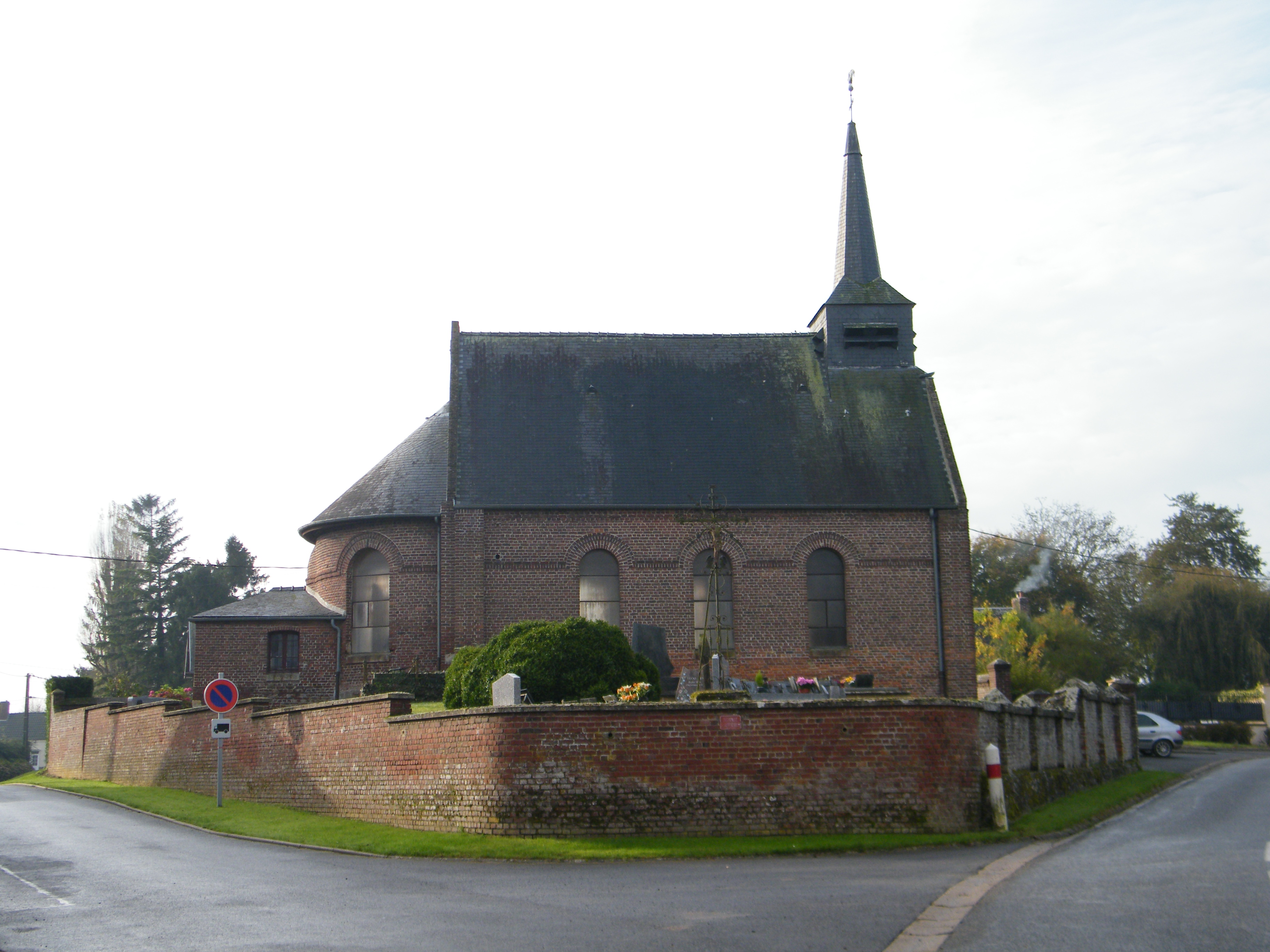
Saint-Martin.
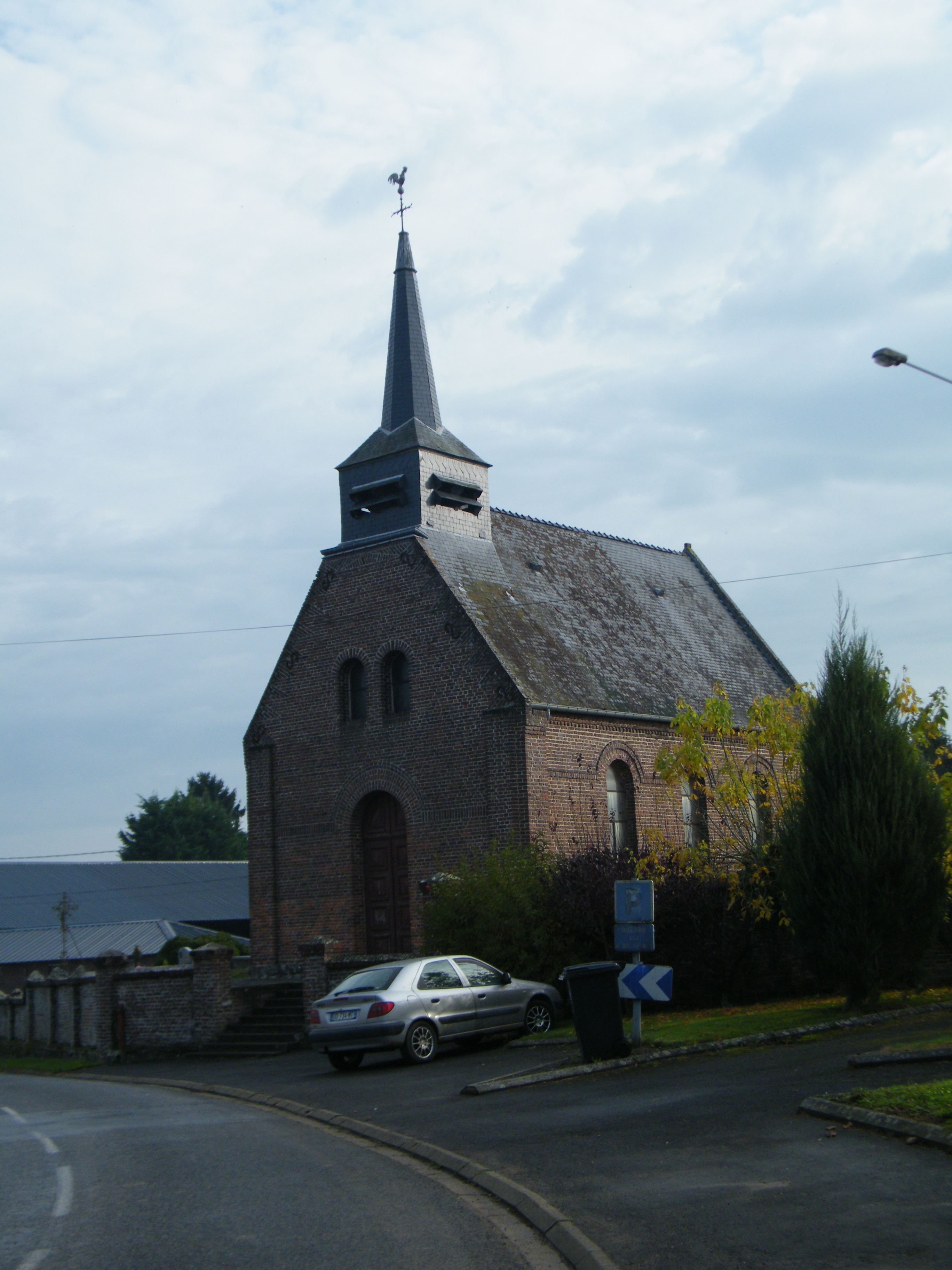
Autre vue de Saint-Martin.

## Pour approfondir